# 학교 2021
《학교 2021》은 2021년 11월 24일부터 2022년 1월 13일까지 방영된 KBS 2TV 수목 드라마이다.
KBS 2TV에서 방송된 시즌제 교육 드라마 《학교》의 8번째 시리즈이다.

## 기획의도
치열한 입시 경쟁이 아닌 다른 길을 선택한 아이들. 모호한 경계에 놓인 열여덟 청춘들의 꿈과 우정, 설렘의 성장기

## 방송 시간
| 방송 채널 | 방송 기간                                              | 방송 시간                           | 방송 분량 |
| --------- | ------------------------------------------------------ | ----------------------------------- | --------- |
| KBS 2TV   | 2021년 11월 24일 ~ 2022년 1월 13일 [1회~16회] (본방송) | 매주 수요일, 목요일 밤 9:30 ~ 10:40 | 70분      |

### 제작사
- 킹스랜드, 래몽래인

### 책임프로듀서
- 이정미 (KBS 드라마운영팀)

### 연출
- 김민태 : KBS 드라마 스페셜 《굿바이 비원》(연출)
- 홍은미

### 극본
- 동희선
- 조아라 : KBS 드라마 스페셜 《굿바이 비원》(집필)

## 등장인물
- (†) 표시는 드라마 상에서 최종적으로 사망한 인물이다.

### 주요 인물
- 김요한 : 공기준 역 (아역: 장선율, 문우진) - 부상으로 11년을 한 태권도라는 꿈을 잃고, 무엇을 해야 할지 몰라 방황한다. 지원의 연인.
- 조이현 : 진지원 역 (아역: 박예린) - 확고한 꿈을 가진 당찬 여고생으로, 진학과 관련해서도 자신의 의견을 당당하게 말한다. 기준의 연인.
- 추영우 : 정영주 역 (아역 : 김정철) - 남모를 사연을 지닌 전학생. 공기준과 비밀스러운 과거를 공유한 인물. 전학오자마자 물풀에 묻은 의자에 앉아 일어나려지만 손을 책상에 잡아 일어났지만 바지가 찢어져 하의가 노출되버린다.서영의 연인.
- 황보름별 : 강서영 역 - 우리나라 탑5 대학교 진학을 위해 스스로 입시 준비를 해내는 엘리트. 영주의 연인.
- 전석호 : 이강훈 역 - 건축과에 새로 부임한 선생님. 학생보다는 워라밸을 중시하는 인물. 채린의 전남편. 아름의 아버지.

### 눌지고 건축디자인과 2학년 1반
- 김강민 : 지호성 역 - 매번 바뀌는 모든 꿈에 진심인, 긍정 갑 분위기 메이커. 은비의 연인.
- 서희선 : 고은비 역 - 차갑고 도도한 외면과 달리 내면은 상처로 얼룩져 있는 아이돌 연습생. 호성의 연인.
- 김누림 : 전종복 역 - 반 아이들과 두루두루 잘 지내는 ‘인싸’. 공기준의 절친. 경험도 많고 보고 들은 것도 많은 2학년 1반의 공식 정보통. 재희의 연인.
- 이상준 : 이재혁 역 - 이재희와 쌍둥이 남매. 함께 학교에서 특별 대우를 받고 있다. 욕망에 솔직해 자신이 가진 유리한 조건을 최대한 활용하려고 하며, 그 와중에 현실적이고 당돌한 성격의 강서영과 얽힌다.
- 윤이레 : 이재희 역 - 이재혁과 쌍둥이 남매. 종복의 연인.
- 이하은 : 정민서 역 - 차분하고 여린 심성의 인물. 극 초반부 실습 현장에서 실수로 벌어진 일로 인해 남모를 좌절을 겪는다.
- 정예서 : 이효주 역 - 진지원의 절친. 곁에서 항상 지원이 하는 일을 걱정하고 응원해준다
- 박가률 : 조태리 역 - 학급 회장. 살짝 까칠하고 직설적이다.
- 김진곤 : 홍민기 역 - 남의 일에 관심이 많은데 팔랑귀라 듣는 대로 믿는 경우가 많다.

### 눌지고 교무실
- 김규선 : 송채린 역 - 누구보다도 학생들을 위하는 따듯한 선생님이지만 그와 동시에 지극히 현실적인 태도를 지닌 인물. 비슷한 듯 다른 가치관을 가진 이강훈과 충돌한다. 강훈의 전처. 아름의 어머니.
- 이지하 : 구미희 역 - 양면의 얼굴을 가진 이사장. 학생들의 꿈보다는 취업률을 중요시하는 인물로, 학생들과 은근하게 갈등을 빚는다.
- 김민상 : 이한수 역 - 이사장 구미희의 그림자이자 욕망의 발톱을 지닌 교무부장.
- 박근록 : 신철민 역 - 아이들과 어울리는 것 좋아하는 한량 선생님. 대학 때 같은 동아리였던 인연으로, 강훈에게 눌지고의 교사 채용 소식을 알려준 인물이다.
- 신철진 : 오장석 역 - 잘못된 것들이 안 보이는 건 아닌데.. 얼마 남지 않은 정년퇴임까지 모르는 척 버티기가 쉽지 않다.
- 고은민 : 김영나 역 - 교무부장 이한수에게도 할 말은 하는 열혈 교사.
- 임재근 : 여삼열 역 - 가늘고 길게 아무 일 없이 살고 싶은 무사안일주의 교사.

### 기준이네 가족들
- 박인환 : 공영수 역 (†) - 공기준의 할아버지. '손자 바보'로 따뜻한 감성을 가진 인물이다. 손자 기준을 비롯해 학생들을 마음으로 품어준다. (1회 ~ 12회)

### 지원이네 가족들
- 조승연 : 진덕규 역 - 진지원, 진지수의 아버지. 가족의 평화가 가장 중요한 인물.
- 김수진 : 조용미 역 - 진지원, 진지수의 어머니. 막내딸 지원의 꿈이 못마땅해 사사건건 부딪힌다.
- 김예지 : 진지수 역 - 진지원의 친언니.

### 영주네 가족들
- 서재우: 정철주 역 - 영주의 형. 거동이 불편해, 별이식당의 일을 돕고 있다. 영주가 전학 간 학교에서 사고치진 않을까 걱정스럽다.
- 조련 : 김선자 역 - 영주, 철주의 엄마. 지방에서 목수일을 하고 있는 남편을 두고, 두 아들을 키우고 있다. 학교 인근에서 분식집 별이식당을 운영하고 있다.

### 강훈네 가족
- 노하연 : 이아름 역 - 강훈과 채린의 딸

### 그 외 인물
- 차주완 : 최태강 역
- 장태민 : 조재민 바로가구 부사장 역
- 박정언 : 학부모 역
- 미상 : 소장 역
- 미상 : 이강훈의 학교 선배 역
- 미상 : 인부 역
- 미상 : 김근미 역
- 미상 : 차경민 역
- 미상 : 구병철 역
- 미상 : 경찰 역

### 특별출연
- 이칸희 : 기준의 모친 역 (16회)

## 시청률
최저 시청률과 최고 시청률은 시청률 조사회사와 지역별로 시청률에 차이가 있을 수 있습니다.
| 회차     | 방송일    | 부제 (서브 타이틀)                       | AGB 시청률     | AGB 시청률 |
| 회차     | 방송일    | 부제 (서브 타이틀)                       | 대한민국(전국) |            |
| 2021년   | 2021년    | 2021년                                   | 2021년         | 2021년     |
| -------- | --------- | ---------------------------------------- | -------------- | ---------- |
| 미리보기 | 11월 18일 | 2021, 학교가자! (스페셜)                 | 1.4%           |            |
| 제1회    | 11월 24일 | 나 이제 뭐해야 되냐?                     | 2.8%           |            |
| 제2회    | 11월 25일 | 나는 오늘 파스타를 먹었어                | 1.6%           |            |
| 제3회    | 12월 1일  | 잘 안다고 생각했는데                     | 2.0%           |            |
| 제4회    | 12월 2일  | 아무리 봐도 낯선 조합이야                | 1.6%           |            |
| 제5회    | 12월 8일  | 나 좀 네가 헷갈리려고 한다               | 1.6%           |            |
| 제6회    | 12월 9일  | 생각보다 엮일 일 많은데                  | 1.7%           |            |
| 제7회    | 12월 15일 | 너는 걔가 싫고 싫니, 걔는 니가 좋은거야? | 1.6%           |            |
| 제8회    | 12월 16일 | 그러다 더 망가지면                       | 1.6%           |            |
| 제9회    | 12월 22일 | 됐어 자연스러웠어                        | 1.5%           |            |
| 제10회   | 12월 23일 | 친구는 이미 끝났어                       | 1.3%           |            |
| 제11회   | 12월 29일 | 이러면 좀 다른가                         | 1.6%           |            |
| 제12회   | 12월 30일 | 행복하다는 생각까지 들었다               | 1.7%           |            |
| 2022년   |           |                                          |                |            |
| 제13회   | 1월 5일   | 마음껏 그리워하자                        | 1.8%           |            |
| 제14회   | 1월 6일   | 내가 다시 나설 때가 됐다                 | 1.6%           |            |
| 제15회   | 1월 12일  | 그럼 그렇게 하면 되지                    | 2.0%           |            |
| 제16회   | 1월 13일  | 내가 제일 행복할 때는 (최종회)           | 1.6%           |            |

## 수상 목록
- 2021년 KBS 연기대상 남자 신인상 김요한
- 2021년 KBS 연기대상 베스트 커플상 김요한&조이현

## 같이 보기
- 학교 (드라마)